# Greklands ambassad i Stockholm
Greklands ambassad i Stockholm är belägen på Kommendörsgatan 16, på Östermalm i centrala Stockholm. Ambassadör sedan 2023 är Aikaterini Fountoulaki. Ambassaden upprättades 1917. Diplomatkoden på beskickningens bilar är BN.

## Byggnaden
Ambassaden är sedan 2005 inrymd i en kulturhistoriskt värdefull 1880-talsfastighet ritad av den flitige stockholmsarkitekten Johan Laurentz som också har ritat det samtida grannhuset. I byggnadens bottenvåning öppnades 1910 en av Stockholms första bilsalonger. Mellan 1939 och 74 låg den på Ulrikagatan 11 och därefter Riddargatan 60 fram till 2004.

## Beskickningschefer
| Namn                   | Period    | Funktion   | Anmärkning |
| ---------------------- | --------- | ---------- | ---------- |
| Michael Papadopoulos   | 1961–1964 | Ambassadör |            |
| Jason Dracoulis        | 1964–1968 | Ambassadör |            |
| Georgios P. Kapsabelis | 1974–1977 | Ambassadör |            |
| Eustathios Vergis      | 1977–1979 | Ambassadör |            |
| George E. Sekeris      | 1979–1980 | Ambassadör |            |
| Euripides P. Kerkinos  | 1980–1983 | Ambassadör |            |
| Emmanuel Poniridis     | 1983–1989 | Ambassadör |            |
| Basile Ch. Patsikakis  | 1990–1993 | Ambassadör |            |
| Emmanuel Kalpadakis    | 1993–1998 | Ambassadör |            |
| Nicolaos Ladopoulos    | 1998–2001 | Ambassadör |            |
| Nicolaos Couniniotis   | 2001–2005 | Ambassadör |            |
| Evangelos Carokis      | 2005–2010 | Ambassadör |            |
| Aliki Hadji            | 2010–2015 | Ambassadör |            |
| Dimitrios Touloupas    | 2015–2019 | Ambassadör |            |
| Andreas Fryganas       | 2019–2023 | Ambassadör |            |
| Aikaterini Fountoulaki | 2023–     | Ambassadör |            |